# یهودیان آذربایجان

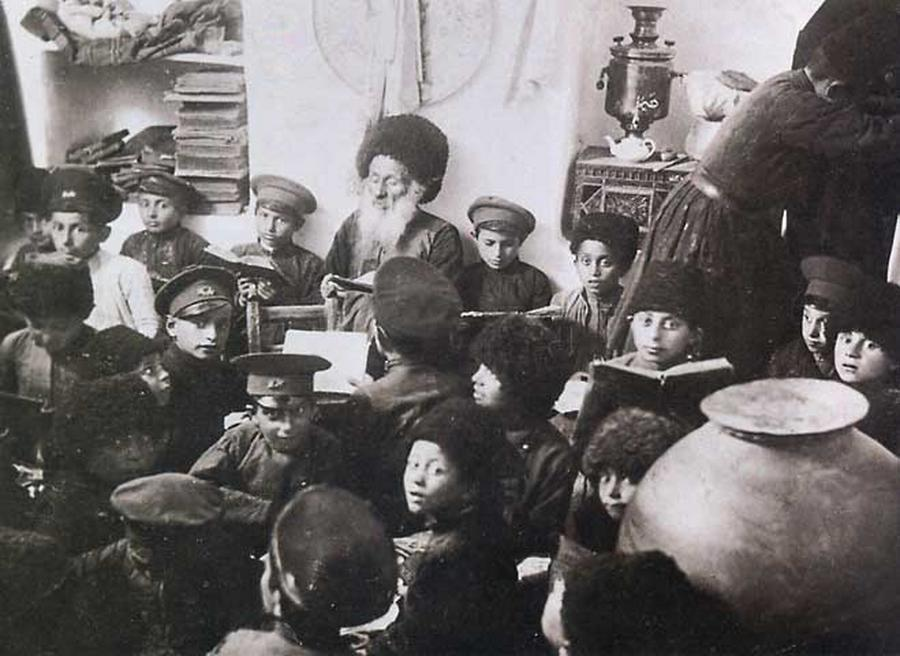
کلاس در یک مدرسه ابتدایی یهودی کوهستانی در گوبا برگزار شد

یهودیان آذربایجان به یهودیان ساکن در آذربایجان ایران گفته می‌شود. قسمت بزرگی از یهودیان آذربایجان درشهرهای مراغه، میاندوآب، مهاباد، بوکان، عنصرود سکونت داشتند.

## شهرها و مناطق سکونت

### اردبیل
در اردبیل سابقه ای از فعالیت یهودیان در دسترس نیست، در این شهر از عبارد جهود و جوود برای خطاب این قوم استفاده می‌شده‌است.

### ارومیه
ارومیه از گذشته‌های دور دارای شماری از یهودیان بوده‌است. در سال ۱۲۸۹ قمری جمعیت آنان در ارومیه ۱٬۲۰۰ نفر،ژاک دو مورگان نیز در سفری که به ایران داشت یهودیان ارومیه را پرشمار ذکر کرده و آورده‌است که به جز بازرگانی به هیچ کار دیگری نمی‌پردازند. در سرشماری سال ۱۹۰۳–۱۹۰۴ میلادی جمعیت یهودیان ارومیه ۲٬۲۰۰ نفر بود
در جنگ جهانی اول یهودیان ارومیه در جنگ و درگیری میان آشوریان، ارامنه، ترک‌ها و روس‌ها گیر افتادند و در آتش این جنگ سوختند. آنان داستان‌های بسیاری از قتل و تجاوز بدست سربازان این ارتش‌ها به خاطر دارند.
تا پیش از تشکیل دولت یهود در سال ۱۹۴۸ ،۷۰۰ خانوادهٔ یهودی ساکن ارومیه بودند. که با تشکیل کشور اسرائیل بیشتر آنان به آن کشور مهاجرت کردند. به طوری‌که در سال ۲۰۰۶ تنها دو نفر یهودی در ارومیه باقی‌مانده بودند. آنان کنیسه با قدمتی بالغ بر ۲۶۰ سال در این شهر دارند و گورستانی مخصوص به خود در تپهٔ یهودیان یا جهودلرداغی.
یهودیان ارومیه به زبان آرامی و گویش لشان ددان صحبت می‌کردند.

### بوکان
براساس گزارش‌های سازمان اسناد ملی ایران در سال ۱۳۲۶ تعداد ۸۰ خانوادهٔ یهودی در میان مسلمانان بوکان با آرامش و صمیمیت زندگی می‌کردند اما محله، کنیسه، قصابی، حمام و مغازه‌های آن‌ها جدا از مسلمانان بود.

### تبریز
پیش‌تر جمعیت کوچکی از یهودیان در شهر تبریز ساکن بودند. بعد از آنکه هالاکوخان در سال ۱۲۸۵ میلادی سلسلهٔ خود را تأسیس کرد بسیاری از یهودیان به این شهر مهاجرت کردند. در دورهٔ حوالی دورهٔ آق‌قویونلوها، بنابه گزارش تاجران ونیزی، یهودیان در تبریز سکونت دائم نداشتند و تنها برای تجارت به شهر می‌آمدند. به دلیل تبعیضات و تعدیات فراوان جمعیت یهودیان تبریز در دوران صفوی پراکنده شدند. هر چند در قرن ۱۹ به حضور پررنگ ایشان در عرصهٔ فرش اشاره شده‌است. امروزه همهٔ آن‌ها به تهران مهاجرت کرده‌اند. در حال حاضر قبرستانی کشف شده که سنگ قبرهایی با نشان ستارهٔ داود در آن‌ها دیده می‌شود که در منطقهٔ دامنهٔ سهند و روستای عنصرود شهرستان اسکو می‌باشد و این نشانگر حضور یهودیانی که به تجارت فرش مشغول بوده‌اند می‌باشد. آن‌ها در بافندگی چیره‌دست بوده و همچنین گره‌هایی معروفی به نام گرهٔ جهودی در بافت فرش داشتند و محصولاتشان پرطرفدار بوده‌است.

### تکاب
در گذشته نه چندان دور، جمعیتی از یهودی‌ها هم در شهر سکونت داشتند که همگی در دههٔ چهل، به شهرهای دیگر و اسرائیل مهاجرت کردند

### سلماس
تسرتلی در دائرةالمعارف بزرگ شوروی از معدودی آشوری‌های سلماس سخن می‌گوید که یهودی بوده‌اند.

### نقده
در سال ۱۸۸۱ نقده ۶۰ خانوار یهودی داشت که حدوداً ۳۶۰ نفر می‌شدن. تا سال ۱۹۰۱ جمعیت آنان به ۸۰۰ تن افزایش پیدا کرد که بعدها همه آنان به اسرائیل مهاجرت کردند.

### میاندوآب
در زمان قدیم این شهر یهودیان زیادی داشته ولی به دلیل مهاجرت بسیار تعداد آنان کاهش یافته و امروز بیشتر یهودیان در اطراف میدان آرد سکونت دارند. در حال حاضر اقلیت بسیار اندکی از یهودیان در میاندوآب هستند. آنان کنیسه ندارند و مراسم مذهبی را در خانهٔ خود انجام می‌دهند.

### مراغه
در نیمه دوم قرن نوزدهم، یک پژوهشگر یهودی به نام ربی داوید دبیت هیلل از این خطه دیدن کرد، درباره شمار یهودیان چنین گزارش داد: ارومیه 200 خانوار، سلماس 100 خانوار، میاندوآب 15 خانوار. او می‌نویسد که در تبریز و مراغه یهودی باقی نمانده بود.